# Bois des Agneux
Het Bois des Agneux is een regionaal natuurreservaat nabij de tot het Franse departement Somme behorende stad Rue.
Het 25 ha grote gebied is een volgroeid bos met voornamelijk eiken, waarin zich diverse plassen bevinden, vooral in het noordelijk deel. Deze plassen hebben een betrekkelijk hoge zuurgraad. Men vindt er onder andere rosse vossenstaart, ondergedoken moerasscherm, vlottende bies, bronkruid, teer vederkruid, duizendknoopfonteinkruid en klimopwaterranonkel. Ook werden er 55 soorten broedvogels geteld, waaronder het porseleinhoen en de steenuil. Dertien soorten libellen werden er aangetroffen, waaronder de glassnijder, de gaffelwaterjuffer en de koraaljuffer. Er huizen zeven soorten amfibieën, waaronder de kleine watersalamander en de kamsalamander.
Het gebied maakt deel uit van een groter geheel van moerasachtige gebieden die zich achter de duinenrij bevinden.

## Afbeeldingen

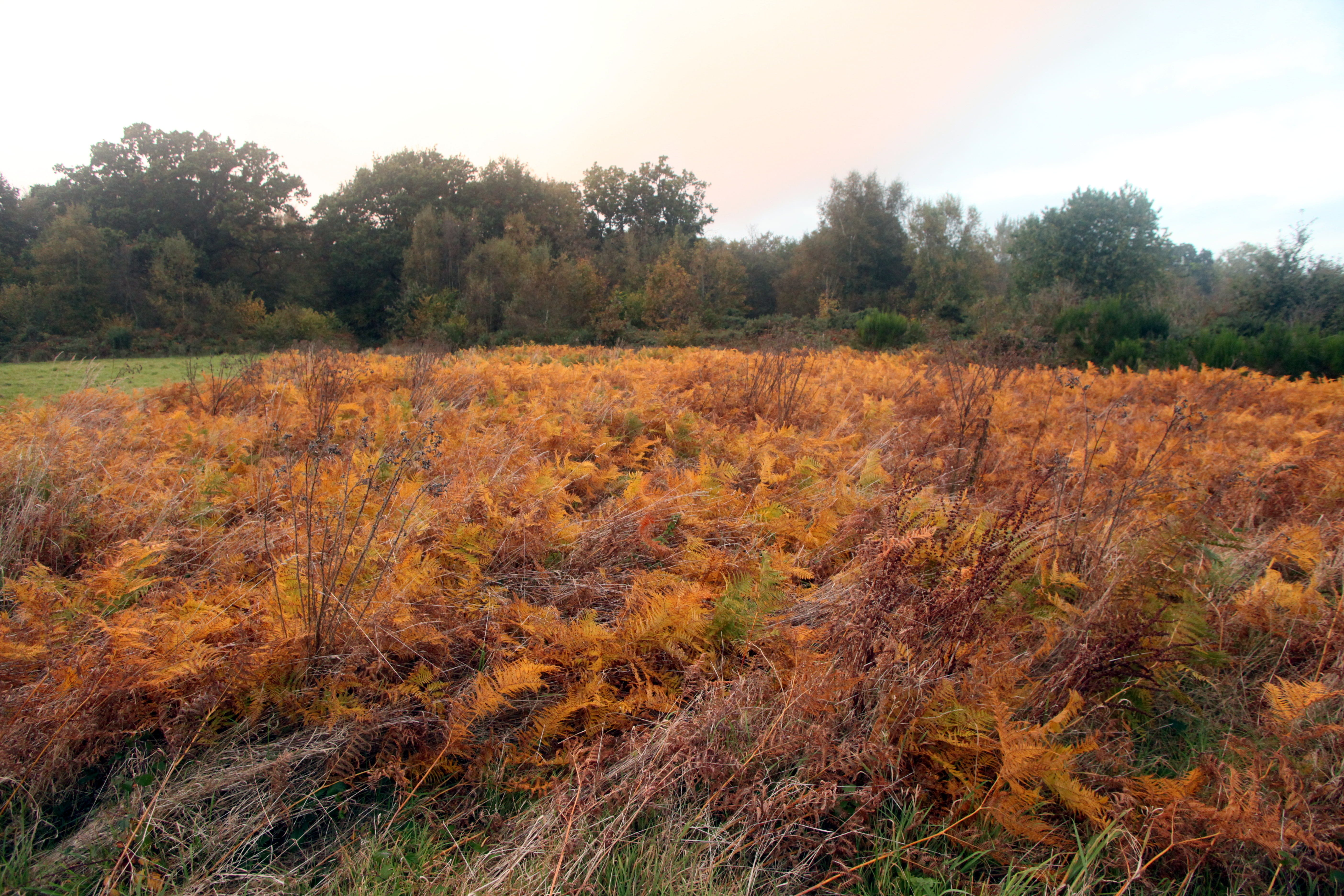
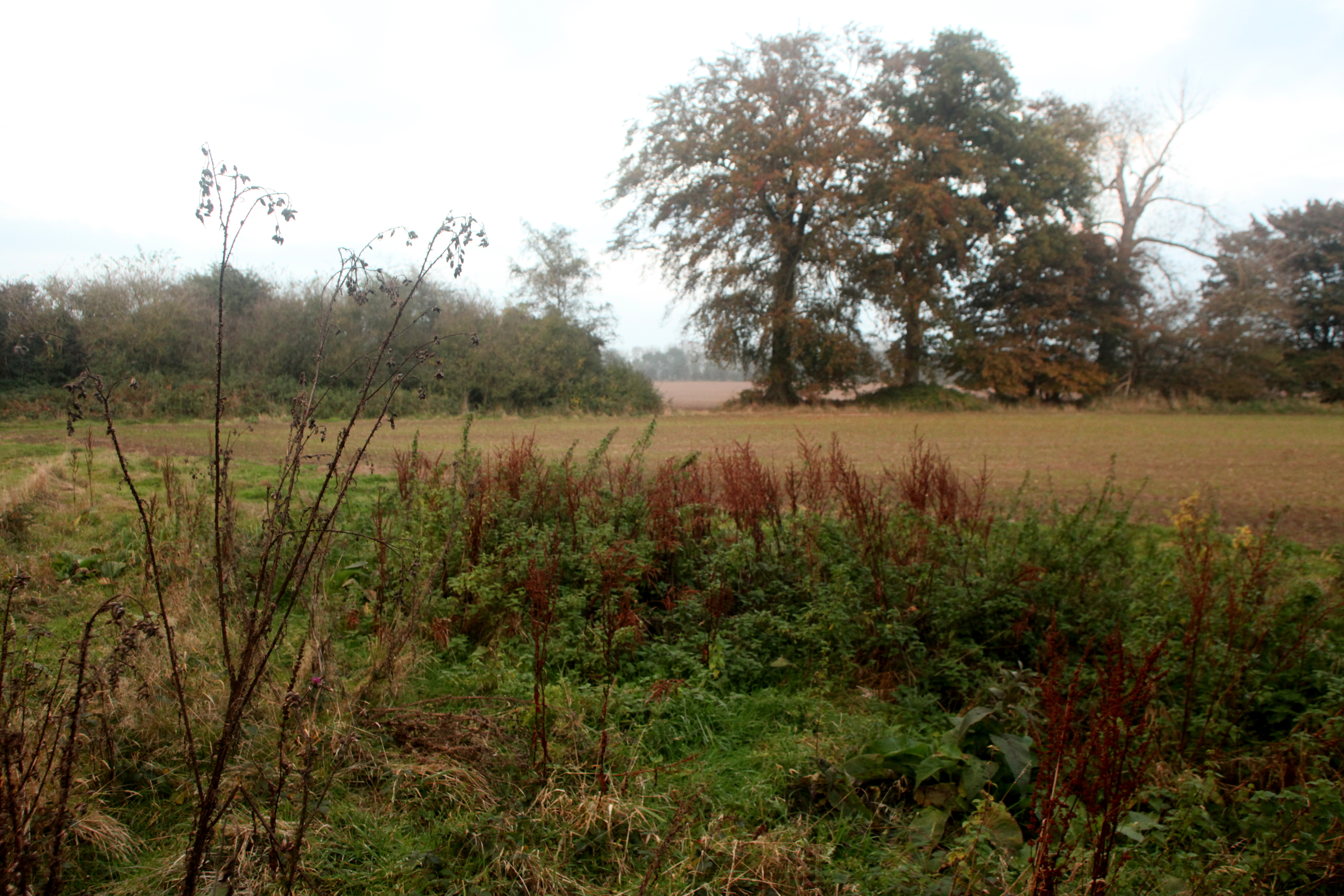
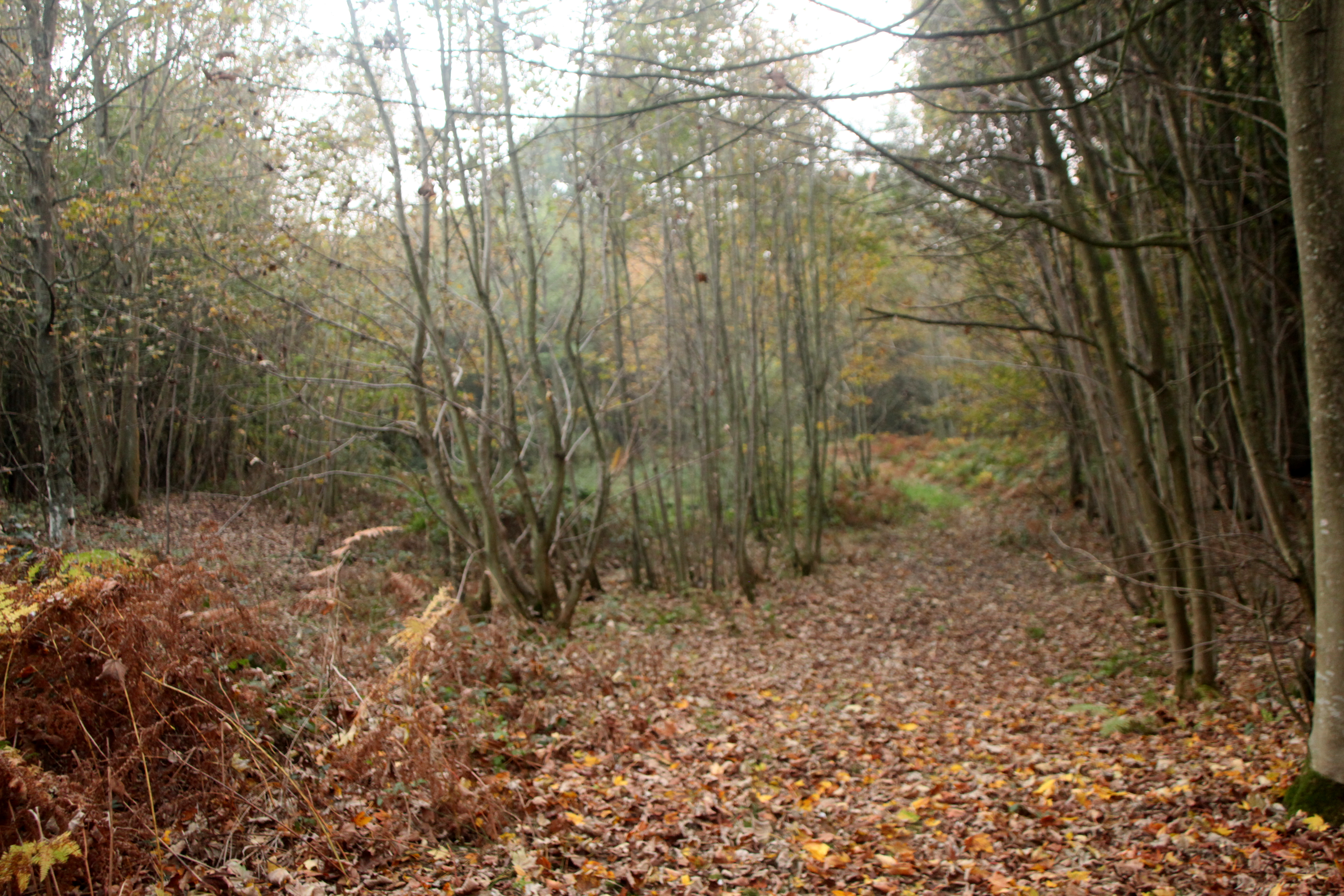
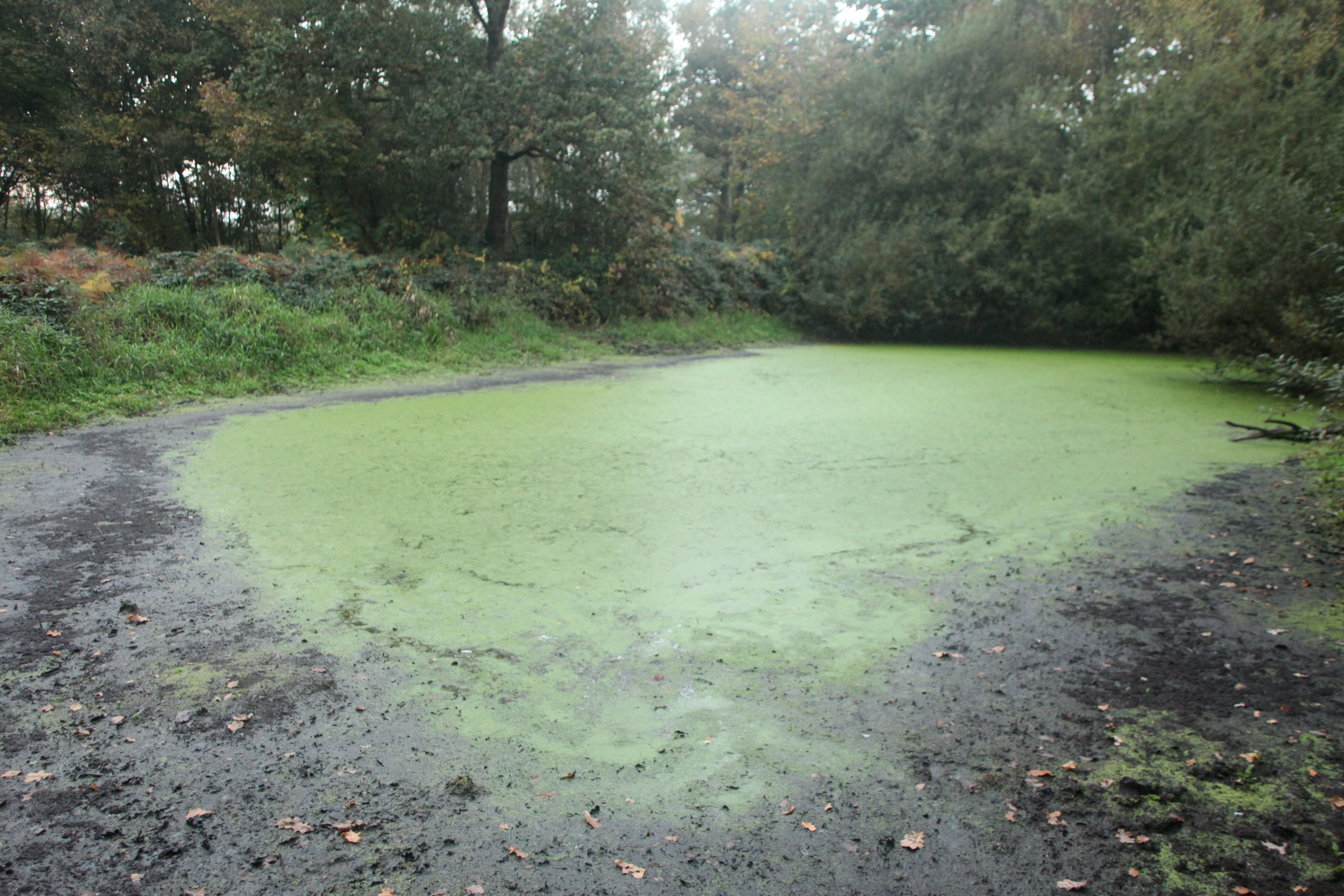
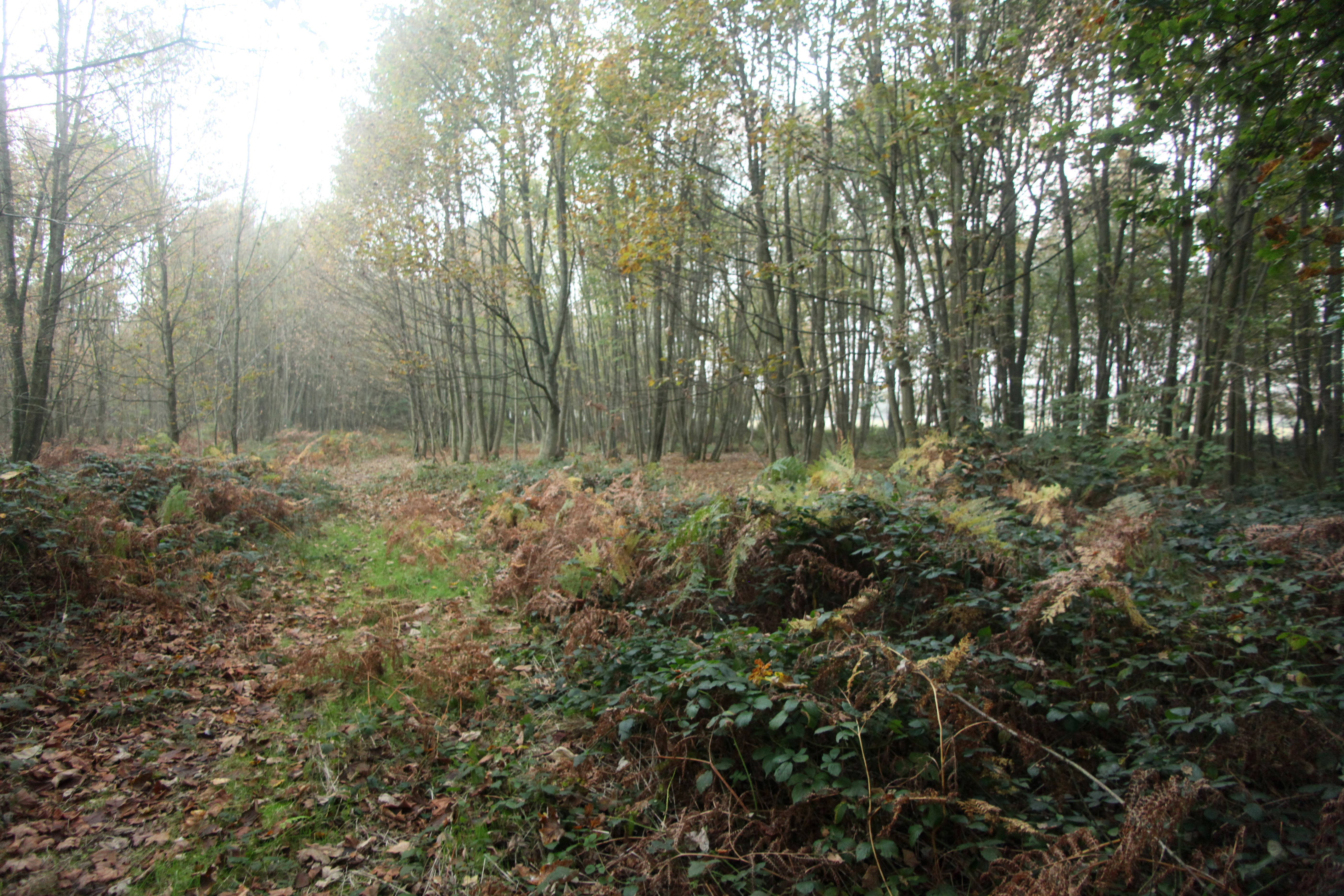